# Face Off, Part II
Face Off, Part II – ósmy album Pastora Troya. Micah chciał stworzyć, kontynuację całkiem udanego albumu Face Off. Utwór promujący „Just To Fight” stał się klubowym hitem w Atlancie. Pojawił się również utwór obrażający Lil Scrappy’ego oraz byłego przyjaciela Pastor Troya Lil Jona. Szczegóły sporu nie są znane, ale po posłuchaniu wiadome jest, że Micah nie najlepiej wypowiada się o tej dwójce panów.

## Lista utworów
1. „P.T. Are You Wit Me?” – 1:38
2. „WWW? (Who, Want, War)” – 4:53
3. „Murder Man” – 4:11
4. „Get Dat Money (Part II)” – 5:23
5. „Ridin' Big (Part II)” – 3:42
6. „Arrest in Effect” – 3:51
7. „Equipped in This Game?” – 3:22
8. „I Wanna Taste You (Feat. Mr. Gary)” – 4:17
9. „Where Them Niggaz At?” – 3:33
10. „Just to Fight” – 3:40
11. „Yeah!!!” – 3:50
12. „Phone Call to PimpinKen.net” – 1:59
13. „Respect Game (Feat. Lil Pete & Pimpin Ken)” – 4:04
14. „Acid Rain (Feat. Sky) („In Loving Memory” Kurta Cobana)” – 3:57
15. „Gone Getcha” – 4:21
16. „Call to Portis” – 1:14
17. „Keep on Movin'” – 3:46
18. „Champion'” – 3:52

## Ciekawostki
- Przy utworze „Murda Man” pewien mężczyzna zabił kilkoro ludzi. Uważało się, że piosenka ma w sobie zbyt wiele przemocy.
- Główny sampel „Acid Rain” pochodzi z utworu Boba Dylana „Knockin’ on Heaven’s  Door”.